# Meurtre en musique
Série The Thin Man
L'introuvable rentre chez lui (1945)
Pour plus de détails, voir Fiche technique et Distribution.
Meurtre en musique (Song of the Thin Man) est un film américain en noir et blanc réalisé par Edward Buzzell, sorti en 1947.
Il s’agit du dernier des six volets de la série de films Thin man mettant en scène les personnages de Nick et Nora, mari et femme jouant les détectives amateurs, incarnés depuis 1934 par William Powell et Myrna Loy.

## Synopsis
Nick et Nora Charles, détectives de la haute société, sont toujours aussi actifs. Les voilà repartis pour une nouvelle enquête à la suite d'un meurtre, commis dans un jazz-club huppé.

## Fiche technique
- Titre : Meurtre en musique
- Titre original : Song of the Thin Man
- Réalisation : Edward Buzzell
- Scénario : Steve Fisher et Nat Perrin, d'après les personnages du roman de Dashiell Hammett et une histoire de Stanley Roberts
- Musique : David Snell
- Photographie : Charles Rosher
- Montage : Gene Ruggiero
- Décors : Cedric Gibbons et Randall Duell
- Costumes : Irene et Shirley Barker
- Production : Nat Perrin
- Société de production et de distribution : Metro-Goldwyn-Mayer
- Pays de production : États-Unis
- Langue : anglais
- Format : noir et blanc – 35 mm – 1,37:1 – mono (Western Electric Sound System)
- Genre : comédie policière
- Durée : 86 minutes
- Dates de sortie :
  - États-Unis : 28 août 1947
  - France : 11 août 1948

## Distribution
- William Powell (VF : Richard Francœur) : Nick Charles
- Myrna Loy (VF : Hélène Tossy) : Nora Charles
- Keenan Wynn (VF : Camille Guérini) : Clarence 'Clinker' Krause
- Dean Stockwell (VF : Michèle Heuzé) : Nick Charles Jr.
- Phillip Reed (VF : Raymond Loyer) : Tommy Edlon Drake
- Patricia Morison (VF : Sylvie Deniau) : Phyllis Talbin
- Leon Ames (VF : Gérard Ferrat) : Mitchell Talbin
- Gloria Grahame : Fran Ledue Page
- Jayne Meadows : Janet Thayar
- Frank Morgan : David I. Thayar
- Bess Flowers : Jessica Thayar
- Don Taylor (VF : Roger Rudel) : Buddy Hollis
- Leonard Bremen (VF : Raymond Destac) : le premier voyou en smoking à bord du S.S. Fortune
- Bruce Cowling (VF : Roger Till) : Phil (Fred en VF) Orval Brant
- William Bishop (VF : Marc Cassot) : Al Amboy
- Connie Gilchrist (VF : Cécile Didier) : Bertha (Berthe en VF)
- James Flavin (VF : Jean Berton) : Reardon, le premier officier de Police
- Warner Anderson : Dr Monolaw
- Marie Windsor : Helen Amboy
- Tom Dugan (VF : Jean Violette) : Davis, l'agent de Police à bord du S.S. Fortune
- Esther Howard (VF : Cécile Dylma) : Sadie (non créditée)

et Skippy : Asta le chien

## Autour du film
- Tournage de janvier à mars 1947[1].
- Le film engrangea un profit de 1.403.000 dollars aux Etats-Unis et au Canada et 902.000 dollars dans le reste du monde[2].
- Dernière apparition du duo Myrna Loy - William Powell à l'écran.
- Myrna Loy, dont c'était sa dernière prestation avec la MGM, déclara qu'elle avait détesté le film et que ce dernier volet de la série Thin man aurait mérité un meilleur sort[3],[4].